# Malaysia Cup 2023
Der Malaysia Cup 2023 (malaiisch Piala Malaysia 2023) war die 97. Austragung dieses Fußballpokalturniers. Das Turnier begann mit dem Achtelfinale am 3. August 2023 und endete mit dem Finale am 8. Dezember 2023. Organisiert wurde der Wettbewerb vom malaysischen Fußballverband und der Malaysian Football League. Titelverteidiger war der Johor Darul Ta’zim FC.

## Modus
Am Turnier nehmen 14 Mannschaften der ersten Liga sowie die zwei besten Mannschaften der Malaysia M3 League teil. Das Achtelfinale, Viertelfinale und das Halbfinale werden in Hin- und Rückspiel ausgetragen. Der Sieger des Finales wird in einem Spiel ermittelt.

### Teilnehmende Mannschaften
| Malaysia Super League | Malaysia M3 League                   |
| - Johor Darul Ta’zim FC - Kedah Darul Aman FC - Kelantan FC - Kelantan United - Kuching City FC - Kuala Lumpur City FC - Negeri Sembilan FC - Penang FC - Perak FC - PDRM FC - Sabah FC - Selangor FC - Sri Pahang FC - Terengganu FC | - Kuala Lumpur Rovers FC - Harini FC |

## Termine
| Runde         | Hinspiele                                                                   | Rückspiele                                               |
| ------------- | --------------------------------------------------------------------------- | -------------------------------------------------------- |
| Achtelfinale  | 3. August 2023 4. August 2023 5. August 2023                                | 18. August 2023 19. August 2023 20. August 2023          |
| Viertelfinale | 13. September 2023 15. September 2023 16. September 2023 17. September 2023 | 23. September 2023 24. September 2023 25. September 2023 |
| Halbfinale    | 19. Oktober 2023 21. Oktober 2023                                           | 2. November 2023 3. November 2023                        |
| Finale        | 8. Dezember 2023                                                            | 8. Dezember 2023                                         |

## Achtelfinale
|                     | Gesamt |                       | Hinspiel | Rückspiel |
| ------------------- | ------ | --------------------- | -------- | --------- |
| Perak FC            | 4:3    | Kedah Darul Aman FC   | 3:1      | 1:2       |
| Penang FC           | 0:5    | Kuala Lumpur City FC  | 0:4      | 0:1       |
| PDRM FC             | 3:5    | Selangor FC           | 1:4      | 2:1       |
| Kelantan FC         | 1:15   | Johor Darul Ta’zim FC | 1:5      | 0:10      |
| Kuala Lumpur Rovers | 0:7    | Terengganu FC         | 0:4      | 0:3       |
| Harini FC           | 2:5    | Sri Pahang FC         | 2:3      | 0:2       |
| Kelantan United     | 2:5    | Negeri Sembilan FC    | 0:1      | 2:4       |
| Kuching City FC     | 1:4    | Sabah FC              | 0:3      | 1:1       |

## Viertelfinale
|                      | Gesamt |                       | Hinspiel | Rückspiel |
| -------------------- | ------ | --------------------- | -------- | --------- |
| Negeri Sembilan FC   | 1:7    | Johor Darul Ta’zim FC | 0:3      | 1:4       |
| Sabah FC             | 2:3    | Perak FC              | 2:2      | 0:1       |
| Terengganu FC        | 3:1    | Selangor FC           | 2:0      | 1:1       |
| Kuala Lumpur City FC | 2:1    | Sri Pahang FC         | 1:0      | 1:1       |

## Halbfinale
|                      | Gesamt |                       | Hinspiel | Rückspiel |
| -------------------- | ------ | --------------------- | -------- | --------- |
| Perak FC             | 2:12   | Johor Darul Ta’zim FC | 1:4      | 1:8       |
| Kuala Lumpur City FC | 2:4    | Terengganu FC         | 1:2      | 1:2       |

## Finale
|                       | Ergebnis |               |
| --------------------- | -------- | ------------- |
| Johor Darul Ta’zim FC | 3:1      | Terengganu FC |

### Statistik
(Quelle: )
| Paarung               | Johor Darul Ta’zim FC – Terengganu FC |
| Ergebnis              | 3:1 (1:1) |
| Datum                 | 8. Dezember 2023 |
| Stadion               | Nationalstadion Bukit Jalil, Kuala Lumpur |
| Tore                  | 1:0 Bérgson (6.) Elfmeter 1:1 Ivan Mamut (7.) Elfmeter 2:1 Feroz Baharudin (73.) 3:1 Arif Aiman Hanapi (90.+5') Elfmeter |
| Johor Darul Ta’zim FC | Syihan Hazmi – Matthew Davies, Afiq Fazail (85. Safiq Rahim), Jordi Amat , Hong Wan, Bérgson, Shane Lowry (60. Feroz Baharudin), La’Vere Corbin-Ong (48. Syahmi Safari), Heberty, Arif Aiman Hanapi, Fernando Forestieri (85. Natxo Insa) Cheftrainer: Esteban Solari ( Argentinien)                                |
| Terengganu FC         | Suhaimi Husin – Shahrul Nizam, Azam Azmi, Ivan Mamut, Habib Haroon , Sony Nordé, Engku Nur Shakir (79. Adisak Kraisorn), Safwan Mazlan, Ubaidullah Shamsul (83. Sardor Kulmatov), Hakim Hassan (75. Nik Sharif Haseefy), Nurillo Tukhtasinov (83. Liridon Krasniqi) Cheftrainer: Tomislav Steinbrückner ( Kroatien) |